# 亚历山大·米列诺夫
亚历山大·米列诺夫（1891年5月3日—1956年1月7日），保加利亚革命家，工人运动领导人。保加利亚共产党中央委员会委员，保加利亚工会中央理事会书记，保加利亚矿工工会中央委员会主席，国民议会议员。

## 生平
1891年5月3日出生于一个贫穷的农村家庭。幼年在煤矿工作。1911年加入保加利亚社会民主工党（紧密派社会主义者）。1919年至1925年，他担任保加利亚矿业协会全国书记，积极领导矿工总罢工，捍卫工人阶级的利益。曾参与策划九月起义。多次被捕。1925年经由南斯拉夫前往苏联，参加共产国际，毕业于莫斯科工会学校。
1944年返回保加利亚，致力于该国的社会主义建设。1945年当选保加利亚矿工工会中央委员会主席。
1956年1月7日因病逝世。
获一级、三级1944年9月9日勋章各一枚。奖章多枚。